# Krasnoselsky (huyện)
Huyện Krasnoselsky (tiếng Nga: ? райо́н) là một huyện hành chính tự quản (raion), của Tỉnh Kostroma, Nga. Huyện có diện tích 962 km², dân số thời điểm ngày 1 tháng 1 năm 2000 là 45600 người. Trung tâm của huyện đóng ở Krasnoe-na-Volge.